# Дулат Бабатайулы
Дулат Бабатайу́лы (каз. Дулат Бабатайұлы; род. 1802, Семипалатинская область, Омская губерния, Российская империя — 1874, там же) — казахский поэт (акын),  просветитель, педагог, общественный деятель, публицист, жырау, один из основоположников казахской письменной литературы,  реформатор культуры в духе сближения с европейской культурой на основе просвещённого ислама. Учитель великого Абая.

## Биография
Родился в 1802 году в селе Аягоз Семипалатинской области Омской губернии (ныне Аягозский район Восточно-Казахстанской области). Сведения о его жизни практически отсутствуют. Происходит из подрода Сыбан рода Каракерей племени Найман. Родился в семье кочевника, что не помешало ему стать одним из самых образованных казахов своего времени. В молодости учил арабский язык у аульного мулы. Изучал и хорошо знал арабскую поэзию. Известен тем, что одним из первых среди казахских поэтов перешёл от устной творческой импровизации к стихотворным произведениям, которые были записаны и затем напечатаны. Кроме того, считается первым казахским поэтом, написавшим сатирические произведения.
Первый сборник произведений Дулата «Өсиетнама» издан в Казани в 1880 году. Его стихотворения, прославляющие добродетели, такие как трудолюбие и честность, и критикующие пороки, чванство и лживость, социальную несправедливость, безделье, подхалимство, получили достаточно широкую известность среди казахов. В своих произведениях он также нередко критиковал власти царской России и их отношение к казахам, выступал против принятия казахами русской культуры. Последнее обстоятельство привело к тому, что в советское время его произведения, хотя и издавались, не имели особой известности.
Дулат ввёл новую систему стихосложения в казахской поэзии — рифму «а а а б». Эту рифму принял и далее развил в своих стихах Абай. В истории казахской, литературы произведения Дулата оценивались по-разному, а в 1940—1950-х годах стали объектом литературных споров. На пленуме ЦК КПСС и научной конференции, посвящённой основным проблемам казахской литературы (1959), Дулату дана оценка консервативного поэта. Принято решение не изучать творчество Дулата в средних школах. Поэтому М. Ауэзов в романе «Путь Абая» выводит Дулата под вымышленным именем Барлас. Научная оценка творчества Дулата связана с исследованиями К. Омиралиева, который собрал и подготовил к печати все его произведения. Сочинения акына печатались в разных хрестоматиях; в сборнике «Произведения казахских акынов XVIII—XIX веков» (А., 1962); в издании «Үш ғасыр жырлайды» («Произведения казахских акынов дореволюционного периода», А., 1965). Поэма «Еспембет» впервые опубликована в 5 номере журнала «Жулдыз». В 1991 году издан сборник произведений Дулата «Замана сазы». Многие произведения поэта хранятся в рукописном фонде Центральной научной библиотеки АН Казахстана.

## Происхождение и семья
Родословная(каз. шежіре) Дулата:
Найман – Өкіреш – Белгібай – Сүйінші – Төлегетай баба – Қытай би – Қаракерей – Байторы – Мейрам – Байыс – Сыбан – Жарасқұл – Қойбас – Досым – Есенкелді – Бабатай – Дулат ақын (1802-1874)

## Творчество
Дулат был первым поэтом в казахской поэзии, который сочинял сатиру. Дошедшие до нас четыре-пять сатирических стихотворений привнесли в казахские стихи новые формы. Его стихи «Чижик и перепелка», «Синица», «Черная ворона хочет пищи», «Парикмахер» говорят именно об этом.
Его образование ограничивалосъ учебой у аульного муллы, однако, живя в краю, где поэтическое искусство ценилосъ как особый дар, впитав все лучшее из наследия предшествовавших поэтов, из древних исторических преданий и поэтических сказаний, Дулат стал одним из образованнейших людей своего времени, хорошо знал арабскую грамоту.
С его помощью до нас дошли стихотворные произведения Ахтамберды-жырау, поэта XVII столетия. Примечательно, что Дулат Бабатайулы - первый казахский поэт, стихи которого были изданы типографским способом и опубликованы книгой. К изданию эту книгу подготовил Сейилулы Мауликен. Он собрал около восьмисот строк стихов Дулата, назвал их «Осиет-нама» - «Книга поучений», и издал отдельным сборником в Казани. Наряду с этим, стихи Дулата собирал Байдильда (1839-1919), кроме них, еще были Габбас Байдильдаулы и Шакир Абенулы, которые сохранили рукописи со стихами Дулата. Так, более 1500 строк стихов Дулата дошли до людей, став бесценным духовным наследием.
Дулат был одним из тех людей, которые своими делами и стихами восставали против колонизации казахской земли. В стихотворении «Актан жас» он пишет о том, что земля, которую раньше казахи защитили от джунгар, теперь попала в руки к колонизаторам:
О, Актан жас, молодой Актан;
Достигнешь ли ты совершеннолетия,
Избавишься ли ты от сиротства,
Пройдешь ли этот трудный перевал?
Кольчугу из железа в девять слоев
На себя наденешь ли,
Зажжешь ли фитиль ружья,
Сделаешь ли выстрел,
Врага прогонишь ли?
В длинном поэтическом размышлении «Еспембет» развивается эта же тема. Он даёт жесткую оценку тем, кто берет взятки и мечтает только разбогатеть.
Словно ручная маленькая птичка,
Смотришь ты на рукавицы.
Кому ты можешь стать основой,
Для чего ты годишься?
Все стало ясно с тобой:
Ты можешь целиком проглотить верблюда,
Даже и не поперхнешься при этом.
По этим стихам можно понять, каким был поэтом Дулат. Великий Абай внимательно изучал стихи Дулата и использовал некоторые его мотивы. Например, в стихотворении Абая «Вот и стал я волостным» использована тема Дулата «Вот смеется волостной».
Дулат был первым поэтом в казахской поэзии, который сочинял сатиру. Дошедшие до нас четыре-пять сатирических стихотворений привнесли в казахские стихи новые формы. Его стихи «Чижик и перепелка», «Синица», «Черная ворона хочет пищи», «Парикмахер» говорят именно об этом. Острие его критики направлено на общественно-политическое устройство, созданное царской администрацией в казахской степи. И вызванное этим бедственное положение большинства казахов стало главным объектом поэзии Дулата... Он с болью в сердце говорит о положении народа, изображает разоренные аулы, описывает положение людей, потерявших свою землю и скот и попавших в безысходную ситуацию.
От биев и беков толку нет,
Если они не могут защитить свой народ,
Если они не помогают ему выйти на прямую дорогу,
Если не переживают за него,
Если не болеют за него.
В стихах Дулата присутствуют размышления, интересные образы, необычные повороты слова, и этим он как поэт очень интересен. Например, характеризуя человека с трудным характером, он сравнивает его с «деревом, застывшим от мороза». Но в основном стихи Дулата дидактического, назидательного плана. Их уже оценило время. Трудно найти среди его современников таких, которые так живописно изображали бы картины природы. Он и характер человека прекрасно рисует.
В это же время, сложность исторической ситуации, новизна и необычность процесса ломки привычного хозяйственного, социального и бытового уклада, вызвала у части казахских поэтов растерянностъ и страх перед надвигающимися событиями, способствовала тому, что они начали прославлять прошлое. Так возникло литературное течение «эпохи скорби» («Зар заман»), характерными представителями которого являются поэты Дулат, Шортанбай и Мурат.
Акын безжалостно критикует и с нескрываемым презрением бичует чиновников-колонизаторов и казахских феодалов за их алчность и двурушничество, за их беззакония и жестокость. Своему времени и создавшейся ситуации Дулат Бабатайулы противопоставляет прежнюю жизнь в Казахском ханстве, которую он представляет блатодатной, где «жаворонки вили гнезда на спинах овец», воспевает минувшую действительность Казахского ханства и критикует своё время.
Как поэтическая личность, Дулат Бабатайулы довел до высокого совершенства жанр толгау и разнообразил тематику поэзии акынов:
О, вершин этих горных гряда,
О, степное кочевье отцов,
Где трава была мягкой всегда
На заре и в росе вечеров,
Где ручъев бушевала вода,
Где так много в предгорье лесов,
И широких для пастбищ долин!
Но лишь вспомню о бедах твоих,
Я печален, лишаюсь я сна,
Грустно думать о людях былых,
Что когда-то в степях кочевых
Жили в давние те времена...
Сулеймену. 
Ловчему ястребу гон не впрок,
Если он может в кустах застрятъ,
И для чего тебе тот стрелок,
Что не умеет ружъя держатъ?
Как же того батыром назвать,
Кто не посмел на врага скакать?
Чужим народу не назовешь
Славы достойными сгоряча.
Меч толъко в бою хорош,
Что успевает рубитъ с плеча.
Разве тебе будет другом тот,
Переступивший порог жилья,
Кто с улыбкой к тебе войдет,
А выйдет, зло на душе тая?
Разве жыршы может стать творцом,
Если творит не своим умом,
Если стихи он крадет как вор?
Слово - нитъ шелка, а стихи - узор...
сказал Дулат Бабатайулы.

## Зар заман(Скорбные времена)
Зар заман, Лихолетье (скорбные времена) — период ликвидации царским правительством ханской власти в XIX веке, после введения в 1867—1868 гг. «Положения об управлении казахами» и установления на его основе нового порядка. В связи с отменой ханской власти, были утеряны основные устои, на которых держалось традиционное казахское общество. Получило название по песне-толгау «Зар заман» акына Шортанбая Канайулы. Позднее возникло литературное течение «Зар заман», нашедшее отражение в творчестве Дулата Бабатайулы, Шортанбая Канайулы, Мурата Монкеулы, Абубакира Кердери и др. Основная тема их творчества — протест против экономической, политической, культурной, колонизации Российской империей Казахской степи. В их произведениях нашли отражение объективно существующее ухудшение положения народа, усугубившееся в результате лишения обширных пастбищ и плодородных земель, бесчинств, насилия и взяточничества со стороны чиновников, упадка этических ценностей, отход от канонов ислама и т. д. Не сумев найти путей будущего, многие из них обратились к идеализации прошлого, что привело к сложным противоречиям в их творчестве. Другие искали утешение в мечтах о лучшей жизни в ином мире. Всех их объединяло упадническое настроение: скорбь о былом, боязнь грядущего. Вместе с тем, они стремились к реалистичности, достоверности и конкретности психологических образов и внесли определённый вклад в развитие казахского литературного языка.